# Визгалин, Иван Павлович
Иван Павлович Визгалин (1920—1943) — участник Великой Отечественной войны, стрелок 78-го гвардейского стрелкового полка (25-я гвардейская стрелковая дивизия, 6-я армия, Юго-Западный фронт), гвардии рядовой. Герой Советского Союза.

## Биография
Родился в 1920 году в станице Тихорецкая, ныне город Тихорецк Краснодарского края, в семье рабочего. Русский.
Образование начальное среднее.
В Красной Армии с 1941 года, с этого же времени — на фронте.
Стрелок 78-го гвардейского стрелкового полка гвардии рядовой Иван Визгалин 2 марта 1943 года в составе взвода под командованием гвардии лейтенанта П. Н. Широнина участвовал в отражении многочисленных атак танков, бронемашин и пехоты противника у железнодорожного переезда на южной окраине села Тарановка (Змиёвский район Харьковской области). В ожесточенных боях взвод удержал позицию, уничтожил 16 вражеских танков и до 100 гитлеровцев.
Визгалин погиб в бою 5 марта 1943 года. Похоронен в братской могиле села Тарановка.
Указом Президиума Верховного Совета СССР «О присвоении звания Героя Советского Союза начальствующему и рядовому составу Красной Армии» от 18 мая 1943 года за  «образцовое выполнение боевых заданий командования на фронте борьбы с немецкими захватчиками и проявленные при этом отвагу и геройство» удостоен посмертно звания Героя Советского Союза.

## Награды
- Звание Героя Советского Союза присвоено 18 мая 1943 года посмертно.
- Награждён орденом Ленина и медалями.

## Память
- В сёлах Тарановка и Соколово установлены памятники Героям.
- В Харькове установлен бюст Широнина с перечнем всех Героев-широнинцев.
- Поэт Кронид Обойщиков написал о Визгалине стихи:

| Знаю, был ты красивым В своей горькой судьбе, Если помнит Россия До сих пор о тебе Не осталось в архиве Фотокарточки той, Где стоишь ты счастливый, В гимнастерке простой. | Не осталось на свете Ни сынов, ни вдовы: Ты погиб в сорок третьем, Не изведав любви. В Тихорецке рождённый, Не вернулся туда, И от отчего дома Не осталось следа. | Но навеки остались Для грядущих времён Потускневшая алость Наших ратных знамён, Солнце в ласковой сини, Голубая волна Да еще у России На висках седина. |